# Kocatówka-Dodatki
 Kocatówka-Dodatki (alt. Dodatki Witeradowskie, Kocotówka) – część miasta Olkusza (SIMC 0941814), w województwie małopolskim, w powiecie olkuskim. Do 1973 część wsi Witeradów.
Leży w południowej części miasta, głównie wzdłuż ulicy Gajewskiego, przy wylocie na Witeradów.
Kocatówka-Dodatki stanowiła do 1954 część gromady Witeradów w gminie Bolesław w powiecie olkuskim, początkowo w województwie kieleckim, a od 18 sierpnia 1945 w  województwie krakowskim. Po wojnie nadal w gromadzie Witeradów, jednej z 16 gromad gminy Bolesław.
W związku z reformą znoszącą gminy jesienią 1954 roku weszła w skład gromady Żurada, a po jej zniesieniu 31 grudnia 1961 – do gromady Witeradów.
1 stycznia 1973, w związku z kolejną reformą znoszącą gromady, Kocatówkę-Dodatki (przysiółek Dodatki Witeradowskie "Kocotówka"), lasy państwowe Nadleśnictwa Olkusz i północną część nieużytków wsi Witeradów włączono do Olkusza.